# Ишмаэль, сын Нефании
Ишмаэль (ивр. ישמעאל‎, Ишмаэль, Бог услышит) бен («сын») Нефания, Нетания— представитель царского дома Иудеи, который, согласно библейским повествованиям в 4 книге Царств и книге пророка Иеремии, убил Гедалию после того, как Навуходоносор II назначил того правителем Иудеи. Согласно Библии действия Ишмаэля бен Нефании были ключевым фактором в последующем бегстве народа Иудеи в Египет, против которого выступал Иеремия (Иер. 42, 43). Тем не менее, люди во главе с Йохананом, сыном Карея, проигнорировав совет пророка, отправляются в Египет (Иер. 43:6).

## Происхождение Ишмаэля
Ишмаэль бен Нефания описан как сын Нефании (4Цар. 25:25), «сын Елишмы из царского рода». Иеремия описывает его как одного из главных военачальников (бывшего) царя Иоакима (Иер. 41:1).

## Убийство Гедалии
Ишмаэль был воином, которого называли «вождём войска» (4Цар. 25:23; и Иер. 41:3). Вместе с несколькими военачальниками он(Иер. 40:7) направился в Массифу (Мицпу), город в земле Вениамина, где Гедалия был назначен правителем после падения Иерусалима (4Цар. 25:5).
Йоханан, сын Карея, узнает о заговоре и пытается предупредить Гедалию об убийстве, но Гедалия игнорирует его предупреждение, тогда Йоханан просит Гедалию (Иер. 40:15, 16) позволить ему убить Ишмаэля, но тот считает слухи ложью, что было отмечено комментаторами, как отсутствие у Гедалии политической проницательности (Иер. 40:9).
Ишмаэль пришёл к Гедалии с десятью людьми и убил его во время новогоднего пира (4Цар. 25:25), что было грубым нарушением господствовавших в то время обычаев гостеприимства. Сотрапезники Гедалии (иудеи и халдеи, неясно, были ли они чиновниками или солдатами — рассказы 4Царств и Иеремии на этот счет расходятся) также были убиты. Согласно Иеремии преступление Ишмаэля ещё больше усугубилось дополнительным убийством группы паломников из центра бывшего царства Израиль, находившихся в трауре (Иер. 41:7), возможно, из-за разрушения Храма. Убитые были брошены в яму, а десятерых оставили в живых, поскольку у них был доступ к скудным запасам продовольствия (Иер. 41:8). После этой новой резни Ишмаэль и его отряд направились в Аммон с заложниками из Мицпы. По дороге вступили в битву с Иохананом, сыном Карея в Гаваоне, во времена Иеремии уже связанно с предыдущими актами предательства израильтян. Заложников отпустили, но сам Ишмаэль бежал с восемью своими людьми (Иер. 41:15), после чего описание его жизни исчезает из библейского повествования.

## Хронология
Комментаторы не уверены, когда именно произошло убийство, но считается, что оно произошло в течение года или двух после назначения Гедалии. Причиной пощады 10 заложников называется предоставление теми доступа к секретному продовольственному складу. Это говорит об упадке экономики после вавилонского вторжения и указывает на более раннюю дату. Однако Роберт Кэрролл обращает внимание на пир в Мицпе, подтверждающий, что целью вавилонскаго вторжении в Иудею было устранение царя, а не опустошение страны. По другим причинам предлагается дата убийства примерно через пять или шесть лет после назначения Гедалии.

## Последствия убийства
Целью убийства Гедалии было повергнуть народ в состояние страха — вероятно, из-за опасений мести, которую Навуходоносор мог устроить за нападение (Иер. 41:17). Кэрролл предположил, что третья депортация иудеев (Иер. 52:6—30), вероятно, произошедшая в 583/2 г. до н. э., должна была быть связана с убийством.
Вполне возможно, что сам Иеремия был частью группы, взятой в плен Ишмаэлем, поскольку они расположились лагерем недалеко от Вифлеема после спасения. Однако, Кэрролл рассматривает повествования Иер. 40:7, 41:18, 42, 43 как отдельные друг от друга, обвиняя редактора-девтерономиста в объединении двух независимых нитей вместо подчёриквания хаоса в общине, не имеющей доступа к пророку или, игнорирующей его советы.
Убийство могло быть или не быть причиной памятного поста, упомянутого в книге Захарии (Зах. 7:5, 8:19 — так называемого поста Гедалии .

## Возможные мотивы
Некоторые комментаторы предположили, что Ишмаэль был оскорблён пренебрежением, когда его обошли и он не получил пост управителя, несмотря на то, что имел на это право в силу своих царственных семейных связей. То есть Ишмаэль убил Гедалию, «потому что Навуходоносор поставил того правителем» (Иер. 41:2). Он также мог счесть слова Гедалии о том, что «все будет хорошо» при Навуходоносоре (Иер. 40:9) изменой особенно учитывая прежнее отношение Вавилона к царскому дому (Иер. 39:6). Роберт Кэрролл описывает убийство как «вооруженное восстание против вавилонской власти и казнь коллаборациониста», отмечая также, однако, что рассказ намекает на остаточную фракционность, которая терзала Иудею в период до вавилонского вторжения.
В то же время Иеремия (хотя и не 4-й книге Царств) ясно говорит, что Ишмаэль был послан царем Баалисом из соседнего царства Аммона. Полное имя аммонитского царя впервые засвидетельствовано на оттиске печати, датируемом ок. 600 г. до н. э. (см. LG Herr, BA 48 [1985] 169-72). Возможно, Баалис увидел возможность захватить власть в образовавшемся вакууме. Автор Книги Иеремии явно создает повествование, чтобы изобразить это как существенный мотив нападения Ишмаэля, хотя Кэрролл утверждает, что это не было причиной действий самого Ишмаэля.